# Musée de la fraise (Wépion)
Le Musée de la Fraise, se trouvant chaussée de Dinant à Wépion (Belgique) est un centre pour la mémoire de la culture de la fraise en Wallonie, et à Wépion en particulier.

## Histoire
Un musée est créé en 1970 dans une ancienne maison de Wépion (au bord de la chaussée de Dinant) par le Syndicat Initiative de Wépion avec l’aide de Dorothée Houart, élève du folkloriste Albert Marinus.  L’objectif en était la préservation de la culture et de la mémoire locale (Wépion) par une politique d’acquisition d'objets et d'archives récoltés auprès des habitants. Le musée présentait des scènes de vie au début du XXe siècle au travers de reconstitutions d'intérieurs et d'espaces de métier.
Deux inondations, en 1994 et 1995 endommagent les collections. Des travaux d'aménagement et de sécurisation du bâtiment sont organisés par la ville de Namur (dont Wépion fait partie). Dans le même temps les perspectives d’avenir sont revues et l’orientation du musée repensée.
En 2005, avec l'impulsion d'un nouveau Conseil d'Administration, dirigé par Sylvette Bouchat, le rôle du Musée évolue vers une préservation de la mémoire de la culture fraisière et de l'histoire de la vallée mosane.  En 2011 la Ville de Namur offre au Musée de la fraise la gestion des animations du ‘Jardin des petits fruits’ récemment réalisé.
En 2015, les objectifs sont définis: le ‘musée de la fraise’ se donne pour ambition de devenir un centre de la mémoire de la culture fraisière en Wallonie.
Le parcours du visiteur est réaménagé afin de lui permettre de découvrir la fraise sous divers aspects thématiques: histoire, gastronomie et art de la table, folklore de la fraise, culture et commerce (autant de salles). Les salles d'exposition présentent également la richesse de l'histoire wépionnaise au travers de ses ‘villas mosanes’ et du 'saint désert de Marlagne'.

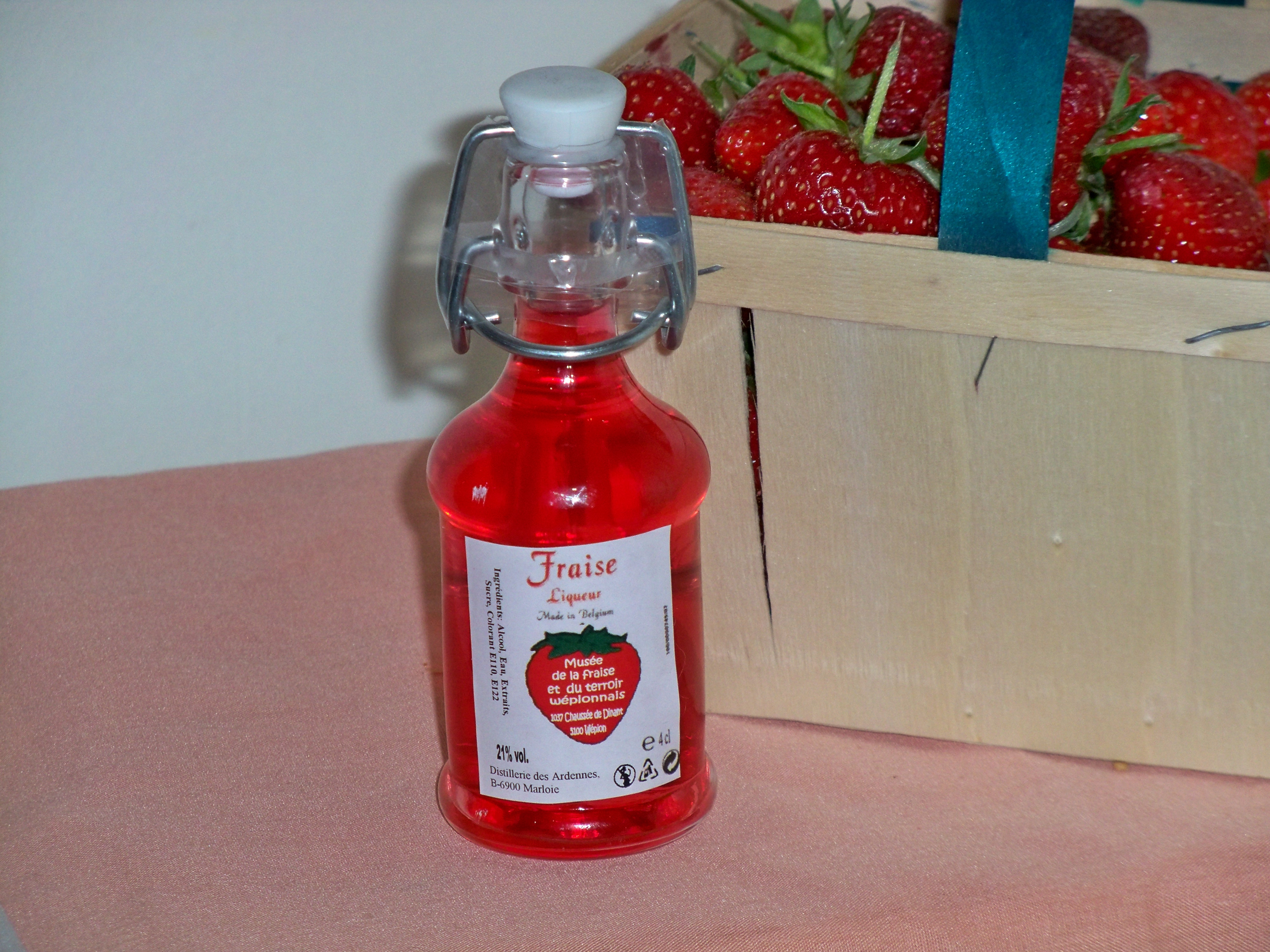
Liqueur de fraise, à Wépion